# Angiogenina
La angiogenina (Ang), también conocida como ribonucleasa 5, es una pequeña proteína de 123 aminoácidos que en los seres humanos está codificada por el gen ANG. La angiogenina es un potente estimulador de nuevos vasos sanguíneos a través del proceso de angiogénesis. Ang hidroliza el ARN celular, lo que produce niveles modulados de síntesis de proteínas e interactúa con el ADN, lo que provoca un aumento similar al de un promotor en la expresión del ARNr. Ang se asocia con cáncer y enfermedades neurológicas a través de la angiogénesis y mediante la activación de la expresión génica que suprime la apoptosis.

## Función
La angiogenina es una proteína clave implicada en la angiogénesis en el crecimiento normal y tumoral. La angiogenina interactúa con las células endoteliales y del músculo liso dando como resultado la migración celular, la invasión, la proliferación y la formación de estructuras tubulares. La ang se une a la actina tanto del músculo liso como de las células endoteliales para formar complejos que activan cascadas proteolíticas que regulan positivamente la producción de proteasas y plasmina que degradan las capas de laminina y fibronectina de la membrana basal. La degradación de la membrana basal y la matriz extracelular permite que las células endoteliales penetren y migren al tejido perivascular. Las vías de transducción de señales activadas por interacciones de Ang en la membrana celular de las células endoteliales producen quinasa 1/2 relacionada con señales extracelulares (ERK1 / 2) y proteína quinasa B / Akt. La activación de estas proteínas conduce a la invasión de la membrana basal y la proliferación celular asociada con una mayor angiogénesis. El paso más importante en el proceso de angiogénesis es la translocación de Ang al núcleo celular. Una vez que la Ang se ha translocado al núcleo, mejora la transcripción del ARNr al unirse al elemento de unión a angiogenina (ABE) rico en CT (CTCTCTCTCTCTCTCTCCCTC) dentro de la región intergénica aguas arriba del ADNr, que posteriormente activa otros factores angiogénicos que inducen la angiogénesis.
Sin embargo, la angiogenina es única entre las muchas proteínas que participan en la angiogénesis, ya que también es una enzima con una secuencia de aminoácidos idéntica en un 33 % a la de la ribonucleasa pancreática bovina (RNasa) A. La Ang tiene las mismas propiedades catalíticas generales que la RNasa A, se escinde preferentemente en el lado 3 'de las pirimidinas y sigue un mecanismo de transfosforilación / hidrólisis. Aunque la angiogenina contiene muchos de los mismos residuos catalíticos que la ARNasa A, escinde los sustratos de ARN estándar de 105 a 106 veces menos eficientemente que la ARNasa A. La razón de esta ineficacia se debe al residuo 117 que consiste en una glutamina, que bloquea el sitio catalítico. La eliminación de este residuo mediante mutación aumenta la actividad ribonucleasa entre 11 y 30 veces. A pesar de esta aparente debilidad, la actividad enzimática de Ang parece ser esencial para la actividad biológica: los reemplazos de importantes residuos del sitio catalítico (histidina-13 e histidina-114) invariablemente disminuyen tanto la actividad de ribonucleasa hacia el ARNt en 10,000 veces y casi anula por completo las actividades de angiogénesis.

## Enfermedad

### Cáncer
Ang tiene un papel destacado en la patología del cáncer debido a sus funciones en la angiogénesis y la supervivencia celular. Dado que Ang posee actividad angiogénica, hace que Ang sea un posible candidato en los tratamientos terapéuticos del cáncer. Los estudios de Ang y las relaciones entre tumores proporcionan evidencia de una conexión entre los dos. La translocación de Ang al núcleo provoca una regulación positiva del ARNr transcripcional, mientras que las cepas de caída de Ang causan una regulación negativa. La presencia de inhibidores de Ang que bloquean la translocación dio como resultado una disminución del crecimiento tumoral y la angiogénesis general. Las células HeLa traslocan Ang al núcleo independientemente de la densidad celular. En las células endoteliales de la vena umbilical humana (HUVEC), la translocación de Ang al núcleo se detiene después de que las células alcanzan una densidad específica, mientras que en las células HeLa la translocación continúa más allá de ese punto. La inhibición de Ang afecta la capacidad de proliferación de las células HeLa, lo que propone un objetivo eficaz para posibles terapias.

### Enfermedades neurodegenerativas
Debido a la capacidad de Ang para proteger las motoneuronas (MN), es probable que existan vínculos causales entre las mutaciones de Ang y la esclerosis lateral amiotrófica (ELA). Los factores angiogénicos asociados con Ang pueden proteger directamente el sistema nervioso central y los MN. Los experimentos con Ang de tipo salvaje encontraron que ralentiza la degeneración del MN en ratones que habían desarrollado ELA, lo que proporciona evidencia para un mayor desarrollo de la terapia con proteína Ang en el tratamiento de ELA.. La expresión de angiogenina en la enfermedad de Parkinson disminuye drásticamente en presencia de agregaciones de alfa-sinucleína (α-sin). La angiogenina exógena aplicada a las células productoras de dopamina conduce a la fosforilación de PKB / AKT y la activación de este complejo inhibe la escisión de la caspasa 3 y la apoptosis cuando las células se exponen a una sustancia inductora de tipo Parkinson.

## Gen
El corte y empalme alternativo da como resultado dos variantes de transcripción que codifican la misma proteína. Este gen y el gen que codifica la ribonucleasa, familia RNasa A, 4 comparten promotores y exones de 5'. Cada gen se empalma en un exón corriente abajo único que contiene su región codificante completa.